# Stilbula tanjorensis
Stilbula tanjorensis är en stekelart som först beskrevs av Mani och Urvashi Dubey 1974.  Stilbula tanjorensis ingår i släktet Stilbula och familjen Eucharitidae. Inga underarter finns listade i Catalogue of Life.